# Atypus jianfengensis
Espèce
Atypus jianfengensis est une espèce d'araignées mygalomorphes de la famille des Atypidae.

## Distribution
Cette espèce est endémique de Hainan en Chine,.

## Description
La femelle holotype mesure 18,74 mm, les femelles mesurent de 17,52 à 18,74 mm.

## Étymologie
Son nom d'espèce, composé de jianfeng et du suffixe latin -ensis, « qui vit dans, qui habite », lui a été donné en référence au lieu de sa découverte, Jianfengling.

## Publication originale
- Li, Xu, Zhang, Liu, Zhang & Li, 2018 : Two new species of the purse-web spider genus Atypus Latreille, 1804 from Hainan Island, China (Araneae, Atypidae). ZooKeys, no 762, p. 47-57 (texte intégral).